# Colorado Rockies
Colorado Rockies – drużyna baseballowa grająca w zachodniej dywizji National League, ma siedzibę w Denver w stanie Kolorado.

## Historia

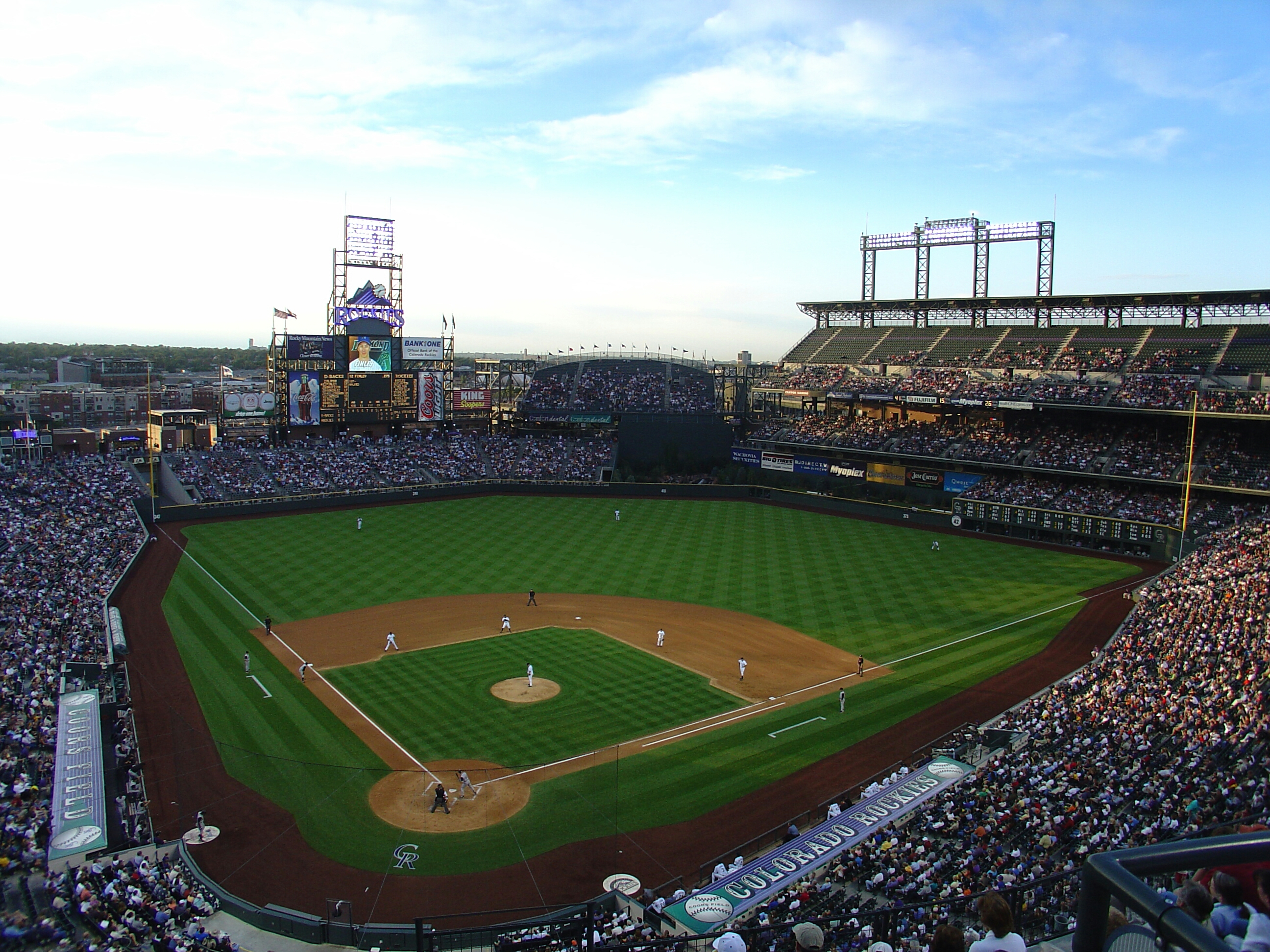
Coors Field

W czerwcu 1991 komisarz Major League Baseball Fay Vincent ogłosił, iż do National League przystąpią dwa nowe kluby z siedzibą w Denver (zespół nazwano Colorado Rockies) i południowej Florydzie. Pierwszy mecz w MLB Rockies rozegrali 5 kwietnia 1993 na Shea Stadium przeciwko New York Mets. Przez pierwsze dwa sezony zespół w roli gospodarza występował na Mile High Stadium; w 1995 przeniósł się na nowo wybudowany, mogący pomieścić ponad 50 tysięcy widzów, obiekt Coors Field.
W sezonie 1995 Rockies po raz pierwszy w historii awansowali do playoff, jednak ulegli w National League Division Series Atlanta Braves 1–3. W 2007 po pokonaniu Philadelphia Phillies w Division Series, a następnie Arizona Diamondbacks w National League Championship Series, zespół wystąpił w World Series, w których uległ Boston Red Sox w czterech meczach.
W sezonie 2009 Rockies uzyskali najlepszy bilans zwycięstw i porażek w historii klubu (92–70), jednak przegrali w Division Series z Philadelphia Phillies 1–3

## Sukcesy
| Tytuł                               | Liczba | Rok  |
| ----------------------------------- | ------ | ---- |
| World Series                        | —      | —    |
| National League Championship Series | 1      | 2007 |

## Zastrzeżone numery
Od 1997 numer 42 zastrzeżony jest przez całą ligę ku pamięci Jackie Robinsona, który jako pierwszy Afroamerykanin przełamał bariery rasowe w Major League Baseball.
- 17 – Todd Helton (1B) – zastrzeżony w 2014
- 42 – Jackie Robinson (2B) – zastrzeżony w 1997